# Lott (Texas)
Lott is een plaats (city) in de Amerikaanse staat Texas, en valt bestuurlijk gezien onder Falls County.

## Demografie
Bij de volkstelling in 2000 werd het aantal inwoners vastgesteld op 724.
In 2006 is het aantal inwoners door het United States Census Bureau geschat op 684, een daling van 40 (-5,5%).

## Geografie
Volgens het United States Census Bureau beslaat de plaats een oppervlakte van
2,7 km², geheel bestaande uit land. Lott ligt op ongeveer 159 m boven zeeniveau.

## Plaatsen in de nabije omgeving
De onderstaande figuur toont nabijgelegen plaatsen in een straal van 28 km rond Lott.